# Irena Belohorská
Irena Belohorská (ur. 13 marca 1948 w Pieszczanach) – słowacka lekarka i polityk, w latach 1992–1994 minister zdrowia, od 2004 do 2009 posłanka do Parlamentu Europejskiego.

## Życiorys
Ukończyła studia na Wydziale Lekarskim Uniwersytetu Komeńskiego w Bratysławie, po czym praktykowała jako lekarz (w kraju oraz przez trzy lata w Tunezji). Specjalizowała się w ginekologii i położnictwie oraz onkologii klinicznej.
W 1992 przez kilka miesięcy piastowała mandat posłanki do Zgromadzenia Federalnego Czechosłowacji. W latach 1992–1994 była ministrem zdrowia Słowacji, następnie zaś w latach 1994–2004 zasiadała w Radzie Narodowej z ramienia HZDS i L’S-HZDS. Była delegatką do Zgromadzenia Parlamentarnego Rady Europy (1995–2004) oraz członkinią Konwentu Europejskiego.
W 2004 uzyskała mandat posłanki do Parlamentu Europejskiego z listy L’S-HZDS. Zasiadała w Komisji Ochrony Środowiska, Zdrowia Publicznego i Bezpieczeństwa Żywności oraz Podkomisji Praw Człowieka, była także uczestniczką delegacji ds. stosunków z krajami Ameryki Środkowej oraz wiceprzewodniczącą Zgromadzenia Parlamentarnego Unii Europejskiej i krajów Ameryki Łacińskiej (EuroLat). W 2009 bez powodzenia ubiegała się o reelekcję.